# Uğurlu
Uğurlu è un villaggio che si trova in Turchia sull'isola di Imbro. Fondato dopo gli anni 1970, è il centro abitato posto più a occidente della Turchia.